# Saint-Étienne-de-Villeréal
Saint-Étienne-de-Villeréal település Franciaországban, Lot-et-Garonne megyében. Lakosainak száma 266 fő (2022. január 1.). Saint-Étienne-de-Villeréal Dévillac, Laussou, Saint-Eutrope-de-Born és Villeréal községekkel határos.

## Népesség
A település népessége az elmúlt években az alábbi módon változott:
| Lakosok száma | 271  | 222  | 233  | 280  | 306  | 300  | 298  | 279  | 270  | 266  |
|               | 1968 | 1982 | 1990 | 2006 | 2013 | 2015 | 2017 | 2019 | 2020 | 2022 |